# 李茂蓉
李茂蓉（16世紀—17世紀），字蓮叔，廣東廣州府新會縣盤溪里人，明朝政治人物。

## 生平
李茂蓉是萬曆二十五年（1597年）舉人，二十九年（1601年）會試中副榜，四十一年（1613年）任陽朔知縣，盡力體恤百姓，愛民如子，革儲當地火耗、推遲徵稅、減輕徭役，於公堂下設立土塾，邀請鄉中父老入坐詢問疾苦，又興建長堤蓄水灌溉農田。之後他陞任常州同知，因父母去世回鄉，服喪完畢補任徽州同知，清理地方刑獄，兩次代理休寧縣事，為民興利除害，曾修葺汶溪石橋、白嶽山路，被稱為「李公路」，並建亭「李公亭」紀念，不久他署理府事，太監同工部呂某到府低價買入吳抑春財產，用刑傷及寡婦，府人生變，太監驚恐得走入府署，他就出面勸諭解決，徽州人為他立生祠；改任遷兩淮鹽運司同知，晉任兩淮鹽運使致仕。

## 引用
1. 1 2  道光《新會縣志·卷九·列傳二》：李茂蓉，字蓮叔，盤溪里人，父本真嘗拾遺金五十錠，忍饑坐待其人，還之不受謝，年九十有二。茂蓉生而凝重，萬厯二十五年舉人，二十九年會試副榜 王志 ，知陽朔縣，勞心撫字、平易近人 《粵西文載》 ，愛民如子，革火耗、緩催科、輕徭役，設土塾於堂下，常令父老入坐問其疾苦若家人然，邑多苦旱，為築長堤蓄泄以資灌溉。遷辰州【常州】府同知，丁內艱歸，起補徽州府同知，刑清訟理，兩攝休寧篆，為民興利除害，嘗修汶溪石橋、白嶽山路，至今稱李公路，建亭曰李公亭，志不忘也。尋署府篆，太監同工部呂某臨府壓買吳抑春沒產，刑及寡婦，郡人洶洶變作，太監走府署，茂蓉諭之立解，其得民如此，徽人為立生祠，遷兩淮運同，晉鹽運使致仕。 王志
2. ↑  乾隆《廣州府志·卷三十四·循吏一》：李茂蓉，字蓮叔，父本真嘗拾遺金五十錠，忍饑坐待其人，還之不受謝。茂蓉萬歷丁酉舉人，辛丑乙榜，知朔陽【陽朔】縣，愛民如子，革火耗、緩催科、輕徭役，設土塾於堂下，常令父老入坐問其疾苦若家人然，邑多苦旱，為築長堤蓄泄以資灌溉。遷常州同知，丁內艱歸補徽州，刑清訟理，兩攝休寧篆，為民興利除害，繼攝府篆尤多善政，郡豪家爪牙多為民害，茂蓉按法懲之，民為立生祠，遷兩淮運同，晉運使致仕，年八十卒。